# Francisco Gorrissen
Pas d'image ? Cliquez ici

a Compétitions nationales et continentales officielles uniquement.

b Matchs officiels uniquement.
Dernière mise à jour le 27 juillet 2025.
Francisco Gorrissen, né le 30 août 1994 à Buenos Aires (Argentine), est un joueur international argentin de rugby à XV évoluant principalement au poste de troisième ligne aile. Il joue au RC Vannes en Pro D2.

## Biographie

### Jeunesse, formation et débuts seniors en Argentine
Francisco Gorrissen naît le 30 août 1994 à Buenos Aires en Argentine. Il commence la pratique du rugby à XV au sein du Belgrano Athletic Club dans sa ville natale. Plus tard, il y joue en senior et est notamment finaliste du Nacional de Clubes en 2016. Durant cette finale, il est titulaire en troisième ligne aile et inscrit un essai mais s'incline 38 à 23. En octobre de cette même année, il remporte toutefois le Tournoi de l'URBA en battant Hindú Club 25 à 10 en finale (es).
En avril 2019, il intègre les Jaguares, franchise argentine évoluant en Super Rugby, après avoir été repéré pour ses bonnes performances avec l'équipe d'Argentine XV (équipe réserve nationale) durant l'Americas Rugby Championship remportée par son équipe. Bien que barré par une forte concurrence, il participe à la belle saison des Jaguares, étant sur la feuille de match du quart et de la demi-finale,. Toutefois, il n'est pas retenu pour la finale perdue contre les Crusaders. Durant l'été, il participe à la Currie Cup First Division avec les Jaguares XV, l'équipe réserve des Jaguares. Il remporte la compétition en battant les Griffons sur le score de 27 à 13, étant titulaire lors de la finale. En octobre, il s'incline avec son club du Belgrano AC en finale du Tournoi de l'URBA 2019 (es), 22 à 19, contre le San Isidro Club.
Pour la saison 2020 de Super Rugby, il est inclus officiellement dans l'effectif des Jaguares. En début de saison, il participe à quatre des cinq premières journées, toutes en tant que titulaire, mais la compétition est ensuite suspendue à cause de la pandémie de Covid-19.

### Débuts en équipe d'Argentine et départ en France au RC Vannes
À l'automne 2020, il est sélectionné pour la première fois avec l'équipe d'Argentine. Il connaît sa première cape le 5 décembre 2020 lors d'un match contre l'Australie dans le cadre du Tri-nations 2020,. En mai 2021, il remporte la Súperliga Americana de Rugby avec les Jaguares XV en battant Peñarol Rugby en finale sur le score de 36 à 28, dans un match où il est titulaire en troisième ligne centre.
En octobre 2021, Francisco Gorrissen décide de tenter l'aventure européenne et rejoint le RC Vannes en Pro D2, le deuxième niveau professionnel en France,. En avril suivant, étant jusque-là sous contrat de joker médical, il prolonge finalement d'une saison supplémentaire avec le club breton.

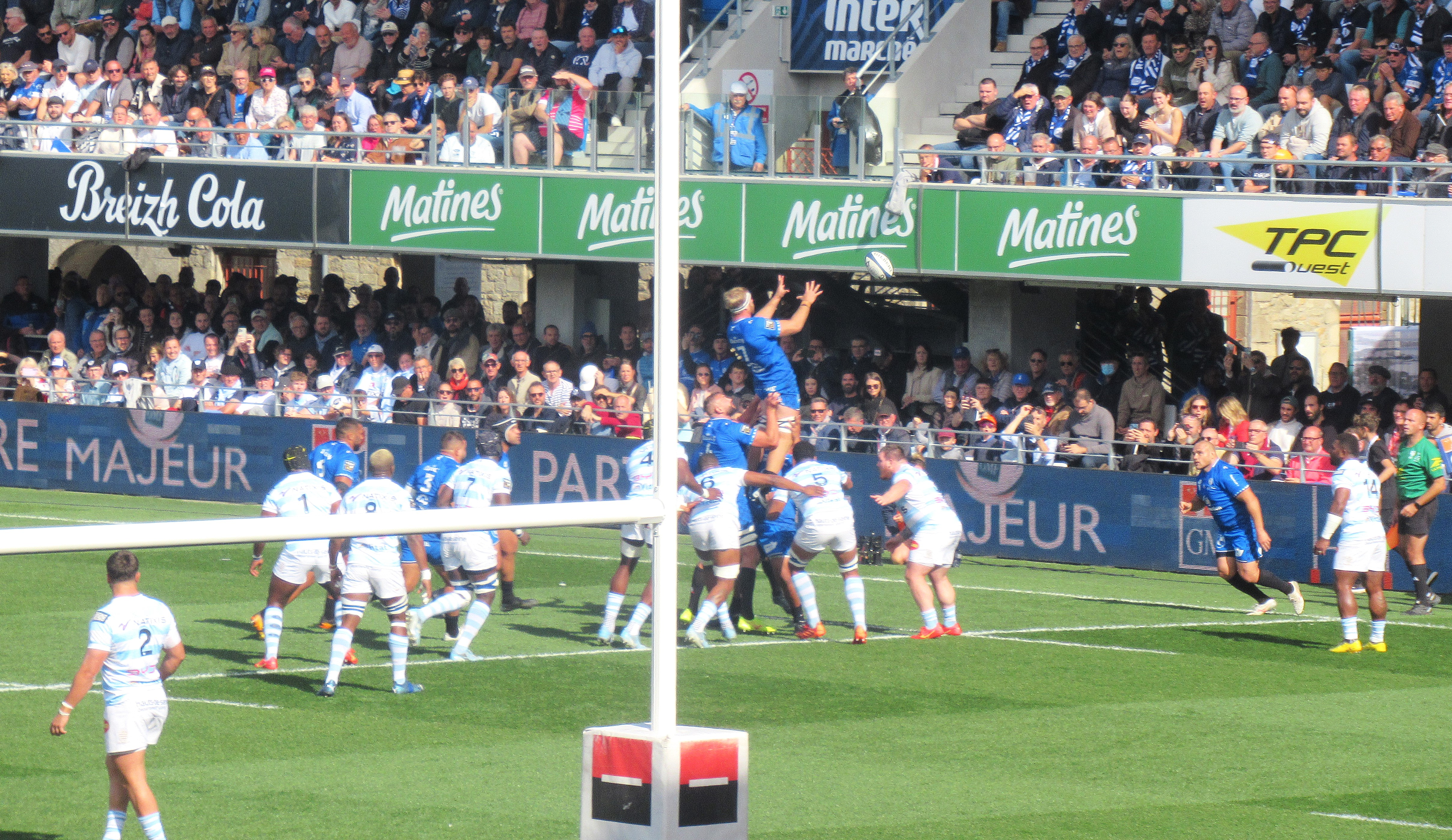
Francisco Gorrissen, sauteur en touche, avec le RC Vannes en 2024.

À partir de la fin de la saison 2021-2022, il est nommé capitaine du RC Vannes. Sous son capitanat, le club réalise une saison 2023-2024 historique en remportant la Pro D2, lui permettant d'accéder pour la première fois de son histoire au Top 14.
Pour sa première saison en Top 14, il est confirmé dans son rôle de capitaine de l'effectif vannetais. À la fin février 2025, il est le joueur le plus utilisé de la saison de Top 14. Le mois suivant, il signe une prolongation de contrat le liant désormais jusqu'en 2028 avec le club breton. Le 19 avril, il dispute son centième match sous les couleurs vannetaises lors d'un match perdu 32 à 13 sur la pelouse du Castres olympique,. Au total, il joue 26 matchs, dont un seul en tant que remplaçant, durant la saison, tout en inscrivant deux essais. Toutefois, dernier du Top 14, son club est relégué en Pro D2 pour la saison prochaine.

## Statistiques en équipe nationale
Au 27 juillet 2025, Francisco Gorrissen compte 3 capes en Argentine, dont 1 en tant que titulaire, depuis le 5 décembre 2020 contre l'Australie.
| Année | Compétition            | Matchs | Points | Essais |
| ----- | ---------------------- | ------ | ------ | ------ |
| 2020  | Tri-nations            | 1      | -      | -      |
| 2021  | Test match             | 1      | -      | -      |
| 2021  | The Rugby Championship | 1      | -      | -      |
| Total | Total                  | 3      | 0      | 0      |

## Palmarès

### En club
- Finaliste du Nacional de Clubes en 2016 avec le Belgrano Athletic Club.
- Vainqueur du Tournoi de l'URBA en 2016 (es) avec le Belgrano Athletic Club.
- Finaliste du Tournoi de l'URBA en 2019 (es) avec le Belgrano Athletic Club.
- Finaliste du Super Rugby en 2019 avec les Jaguares.
- Vainqueur de la Currie Cup First Division en 2019 avec les Jaguares XV.
- Vainqueur de la Súperliga Americana de Rugby en 2021 avec les Jaguares XV.
- Vainqueur de la Pro D2 en 2024 avec le RC Vannes.

### En équipe nationale
- Vainqueur de l'Americas Rugby Championship en 2019 avec l'équipe d'Argentine XV.